# Oldenlandia tenella
Oldenlandia tenella là một loài thực vật có hoa trong họ Thiến thảo. Loài này được (Hochst.) Kuntze mô tả khoa học đầu tiên năm 1891.